# 高橋幸子 (タレント)
高橋 幸子（たかはし さちこ、1986年10月20日 - ）は大阪府出身の元タレント、グラビアアイドル。シャイニングウィルに所属していた。

## 人物・来歴
- 身長162cm、B:80cm、W:56cm、H:86cm。
- 血液型：AB型。
- 趣味：買い物、音楽鑑賞、カラオケ。
- 特技：エレクトーン、バスケットボール。
- 好きな色：ピンク、白、水色。
- 2004年に「週刊ヤングジャンプ」の「制コレ04」で4teens受賞をきっかけに、本格的に芸能活動を開始。一時期芸能人女子フットサルチーム「南葛YJシューターズ」（現南葛シューターズ）に所属していた。
- 制コレ以前は「ミスマガジン2004」にも出場していたことがある。

## ディスコグラフィー

### 写真集
1. 『そのままで・・・』（2004年1月）
2. 『17歳』（2004年4月）
3. 『Too Adult』（2005年5月）

### DVD
1. 『RISE』（2003年11月）
2. 『Pure Smile』（2004年3月）
3. 『可憐恋々』（2005年1月）
4. 『Too Adult』（2005年5月）
5. 『高橋幸子×時東あみ』（2005年5月）時東あみとのペアDVD
6. 『こんな時代の清純派…』（2005年7月）